# Maria Deku
Maria Deku (* 18. März 1901 in Düsseldorf; † 19. April 1983 in Kleinblittersdorf; geborene Maria Karwatzki) war eine deutsche Politikerin der CSU sowie Friedensaktivistin.

## Biographie
Maria Karwatzki wurde als Tochter eines ostpreußischen Volksschuldirektors und einer moselländischen Winzertochter geboren. Nach dem Abitur in Köln nahm sie ein Studium der Germanistik und Sprachwissenschaften auf, 1922 heiratete sie den Juristen Dr. Rudolf Deku aus Krefeld.
Ab 1925 arbeitete Deku im Katholischen Deutschen Frauenbund mit und Ende der 1920er Jahre beteiligte sie sich an einer Initiative zur Gründung der ersten katholischen sozialen Frauenschulen. Des Weiteren war sie bis 1933 Mitglied der Zentrumspartei. Durch die Repressalien der Nationalsozialisten, deren Gegner Deku und ihr Ehemann waren, war Maria Deku gezwungen, auf eine Odyssee durch ganz Deutschland zu gehen, ehe sie sich mit ihrer jüngsten Tochter 1943 in Hauzendorf bei Bernhardswald niederließ.
Nach Kriegsende wurde Deku von der Militärregierung als Dezernentin bei der Regierung von Niederbayern/Oberpfalz im Entnazifizierungsreferat eingesetzt. Schon 1946 gehörte sie dem Landesausschuss der neu gegründeten CSU an. Sie wurde Mitglied des bayerischen Vorparlaments (Februar – Juni 1946) sowie Mitglied und Schriftführerin der Verfassunggebenden Landesversammlung von Juli bis November 1946. Von Dezember 1946 bis Februar 1948 war sie Mitglied des Bayerischen Landtages für die Stimmkreise Neunburg vorm Wald und Sulzbach-Rosenberg und gehörte vier Ausschüssen an. Ihr Ehegatte Rudolf Deku war von Juni 1946 bis September 1947 Landrat des Kreises Sulzbach-Rosenberg.
Angefeindet wurde Maria Deku, als in der Verfassunggebenden Landesversammlung die Verankerung des Amtes eines „bayerischen Staatspräsidenten“ in der Verfassung mit nur einer Stimme Mehrheit abgelehnt wurde. Zwar hatten auch andere CSU-Abgeordnete hiergegen gestimmt, doch richtete sich die Verärgerung der Befürworter eines Staatspräsidentenamtes vorrangig gegen Maria Deku, weil sie eine Nichtbayerin („Preußin“) war. Als ihr Mann zum 1. Dezember 1947 zum Oberkreisdirektor in Aachen berufen wurde, verließ auch Maria Deku Bayern, legte am 29. Februar 1948 ihr Landtagsmandat nieder und zog zurück ins Rheinland. Damit beendete sie ihre politische Karriere, war aber weiter im katholischen deutschen Frauenbund, im Kinderschutzbund und in der Claudel-Gesellschaft (Société Paul Claudel) tätig. Darüber hinaus engagierte sie sich besonders in der internationalen Frauen- und Friedensbewegung. Am 13. Januar 1952 sprach sie beim ersten »Hessischen Frauenfriedenstag« in der Frankfurter Paulskirche gegen eine Wiederbewaffnung Westdeutschlands. Der Friedenstag stand unter dem Motto »Frauen und Mütter dürfen nicht schweigen«.
1983 starb sie in Kleinblittersdorf bei Saarbrücken, wo sie bei ihrer Tochter die letzten Lebensjahre verbracht hatte.